# Samuele Rivi
Samuele Rivi (Trento, 11 maggio 1998) è un ex ciclista su strada italiano, attivo come Elite UCI dal 2019 al 2023.

## Palmarès
- 2019 (Tirol KTM Cycling Team, una vittoria)

Grand Prix Südkärnten
- 2023 (Eolo-Kometa Cycling Team, una vittoria)

3ª tappa, 1ª semitappa Tour du Poitou-Charentes (Coussay-les-Bois > La Roche-Posay)

## Piazzamenti

### Grandi Giri
- Giro d'Italia

2021: 129º
2022: 126º

### Classiche monumento
- Milano-Sanremo

2022: 74º
2023: 161º
- Giro di Lombardia

2022: 102º

### Competizioni continentali
- Campionati europei

Plouay 2020 - In linea Under-23: ritirato